# Neera
Neera, também chamado de néctar de palmeira, é uma seiva extraída da inflorescência de várias espécies de palmeiras toddy e usada como bebida. A extração de Neera geralmente é realizada antes do nascer do sol. É doce, de cor translúcida. É suscetível à fermentação natural à temperatura ambiente em poucas horas após a extração e também é conhecido como vinho de palma. Uma vez fermentado, o Neera torna-se toddy. Neera é amplamente consumido na Índia, Sri Lanka, África, Malásia, Indonésia, Tailândia e Mianmar. Neera não é o suco feito do fruto da palmeira.
Neera não requer esmagamento mecânico, como no caso da cana-de-açúcar, nem lixiviação, como a beterraba; é obtido cortando-se as espatas do coqueiro, sagu e palmira (Borassus flabellifer L.), raspando-se a parte mais tenra, logo abaixo da copa.

## Composição
Neera é rico em carboidratos, levemente alcoólico, principalmente sacarose, e tem um pH quase neutro. Tem uma gravidade específica que varia de 1,058 a 1,077. A composição química percentual da neera varia, dependendo de fatores como local, tipo de palmeira, modo e época de coleta. Os valores típicos são: 
| Substância      | Concentração (g/100 mL) |
| --------------- | ----------------------- |
| sacarose        | 12.3 – 17.4             |
| cinzas totais   | 0,11 – 0,41             |
| Proteína        | 0,23 – 0,32             |
| Ácido ascórbico | 0,016 – 0,030           |
| Sólidos totais  | 15.2 – 19.7             |

## Fermentação
Neera é altamente suscetível à fermentação natural à temperatura ambiente dentro de algumas horas após a extração da fonte de palma. Depois de fermentado, transforma-se em toddy com 4% de álcool.
Usando várias tecnologias desenvolvidas por vários institutos de pesquisa, o neera é processado e preservado em sua forma natural para reter as vitaminas, o açúcar e outros nutrientes benéficos para a saúde. Para prolongar a vida útil do neera, são usadas técnicas de preservação de calor, como a pasteurização.
Uma equipe de especialistas do SCMS Institute of BioSciences and Biotechnology, Cochin, Índia, desenvolveu com sucesso técnicas de filtração e preservação para neera e colaborou com o Coconut Development Board para comercializar a bebida entre o público.
Uma técnica especial de filtração para aumentar a vida útil do neera foi desenvolvida pelo National Chemical Laboratory em Pune, na Índia. Tecnologias para a preservação e processamento de neera também foram desenvolvidas pelo Instituto Central de Pesquisa Tecnológica de Alimentos em Mysore, na Índia.

## Subprodutos
Palmgur (jaggery), açúcar de palma, néctar de coco e xarope de neera são produzidos aquecendo neera fresco e concentrando-o. Caramelização transforma o neera aquecido de branco leitoso em marrom transparente.
Bengala Ocidental e Orissa são os estados indianos onde a maior parte do neera é convertida em palmgur. Palmgur também é produzido a partir de neera nos estados de Gujarat e Maharashtra.

## Na Índia
- Em Gujarat, as sociedades produtoras de Neera formaram a Federação de Gujarat Neera e Tadpadarth Gramodyog Sangh. Esta organização montou uma planta de filtração que processa Neera para aumentar sua vida útil. O Gujarat Neera e Tadpadarth Gramodyog Sangh, estabelecido em 1991, visa melhorar as condições de vida dos trabalhadores envolvidos na produção de Neera. Também está tentando aumentar a produção de neera no estado, plantando mais palmeiras e investindo na formação de seringueiros.
- Em Andhra Pradesh, ao contrário de outros estados, não há patrocínio/apoio do governo estadual para promover neera ou seus subprodutos em lojas de varejo. Apenas a Khadi and Village Industries Commission (KVIC) promove a neera como uma bebida saudável.
- Em Gujarat e Maharashtra, o neera é disponibilizado em vários pontos de venda conhecidos como "Neera Vikri Kendra" (centro de vendas Neera). A Neera Palm Product Cooperative Society montou pequenos quiosques verdes que vendiam neera nas principais estações ferroviárias, mas agora eles só podem ser encontrados ao longo de rodovias e vias expressas fora da área da cidade de Mumbai. Nos dois estados acima, a neera é extraída de tamareiras e pulmirás. No estado de Karnataka, onde há coqueiros abundantes, a neera é extraída dos coqueiros.[7]
- Em Karnataka, a neera é extraída e vendida pelas castas Ediga e Billava. O governo do estado constituiu o Conselho Neera, composto por agricultores, funcionários do governo provincial e institutos de treinamento neera, para inspecionar e controlar a qualidade do neera e de seus produtos, aprovar rótulos e desenvolver vários esquemas para venda no mercado internacional. O Instituto Central de Pesquisas Tecnológicas de Alimentos desenvolveu uma tecnologia para preservar a neera por dois meses, e o governo pretende promover a neera como uma bebida energética com valor medicinal, embalada em sachês e garrafas.[6]
- Em Kerala, o governo do estado, como parte da Kerala Vision 2010, montou três unidades para fabricar neera.[8]
- Em Odisha, o governo do estado estabeleceu uma organização cooperativa conhecida como Federação Cooperativa de Palmgur do Estado de Odisha para fornecer suporte tecnológico no processamento e produção de neera e seus subprodutos associados, como açúcar mascavo e doces.
- Em Tamil Nadu, Neera também é chamado de "Padaneer" em Tamil, e é tradicionalmente extraído e vendido sob a marca "Kallu". KVIC e Tamil Nadu Palm Products Development Board vendem Padaneer refrigerado em suas lojas.
- O xarope de Neera é usado como bebida no Ayurveda.[2]